# Maison Folie Moulins
La Maison Folie Moulins est un bâtiment public construit à l'occasion de l'événement Lille 2004, capitale européenne de la culture. Elle est située rue d’Arras à Moulins, un quartier populaire de Lille. 
Ce site est desservi par la station de métro Porte d'Arras.

## Description
La maison Folie est installée dans une ancienne brasserie du XVIIIe siècle, la brasserie Corman Vandame du nom de son propriétaire à partir de 1881 ou brasserie des Trois Moulins, fermée en 1934. Réhabilitée par les architectes Baron et Louguet, elle a rouvert ses portes en mars 2004 pour accueillir des concerts, des spectacles, des expositions, des projections, des résidences de création ou encore des réunions. 

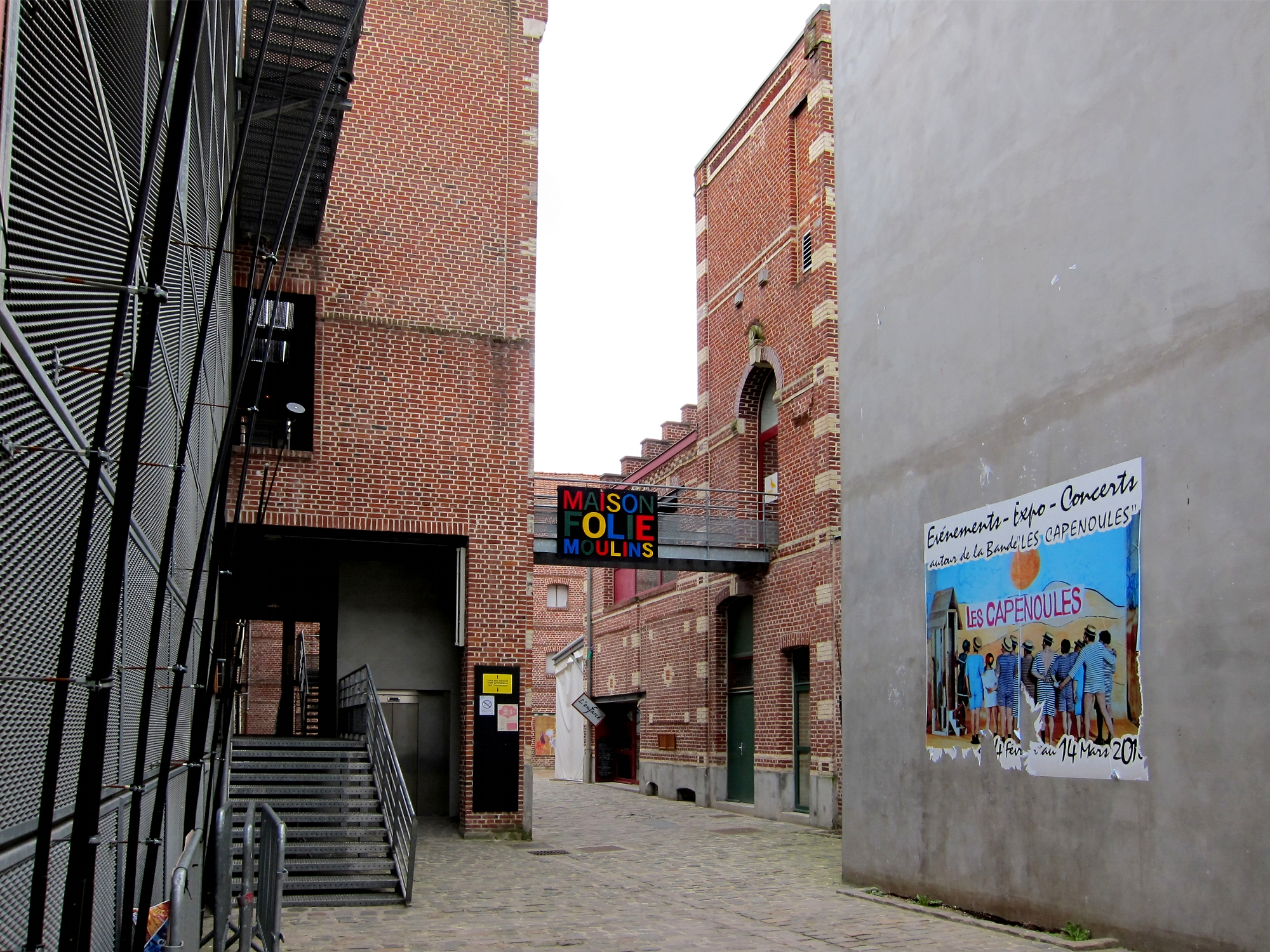
L'entrée de la maison Folie Moulins

La maison Folie Moulins offre une surface totale de 1 500 m2, répartis en plusieurs salles, deux cours extérieures et deux appartements dédiés aux résidences de création artistique. 
Depuis 2014, la maison Folie partage en outre une salle de spectacle de 220 places assises ou 600 places debout située dans le dernier bâtiment de la brasserie, non réhabilité en 2004, avec le Flow, Centre Eurorégional des Cultures Urbaines, installé tout à côté.
Les bâtiments de l'ancienne brasserie Corman Vandame sont référencés à l'inventaire général du patrimoine architectural français. Devenue établissement municipal après 2004, la maison Folie Moulins développe depuis un projet artistique au carrefour des disciplines. Grâce à la multiplicité de ses espaces et à l’ambiance de sa cour intérieure, elle réalise un brassage de propositions, d’artistes et de publics, souvent en lien avec de nombreux partenaires de l’eurométropole lilloise.